# Гербы Ульяновской области

Герб Ульяновской области.

## Гербы городских округов
| Герб | Наименование                                       | Дата утверждения | Номер в ГГР |
| ---- | -------------------------------------------------- | ---------------- | ----------- |
|      | Герб муниципального образования город Ульяновск    | 24 декабря 2003  | 231         |
|      | Герб муниципального образования город Димитровград | 31 июня 2002     | 1819        |

| Герб | Наименование                                        | Дата утверждения | Номер в ГГР |
| ---- | --------------------------------------------------- | ---------------- | ----------- |
|      | Герб муниципального образования город Новоульяновск | 20 декабря 2005  | 2820        |

## Гербы муниципальных районов
| Герб | Наименование                                            | Дата утверждения | Номер в ГГР |
| ---- | ------------------------------------------------------- | ---------------- | ----------- |
|      | Герб муниципального образования Базарносызганский район | 15 ноября 2013   | 8883        |
|      | Герб муниципального образования Барышский район         | 30 мая 2016      | 2348        |
|      | Герб муниципального образования Вешкаймский район       | 30 мая 2016      | 4434        |
|      | Герб муниципального образования Инзенский район         | 13 февраля 2006  | 2191        |
|      | Герб муниципального образования Карсунский район        | 11 июня 2013     | 8516        |
|      | Герб муниципального образования Кузоватовский район     | 17 сентября 2013 | 8692        |
|      | Герб муниципального образования Майнский район          | 15 февраля 2005  | 1777        |
|      | Герб муниципального образования Мелекесский район       | 30 декабря 2014  | 3939        |
|      | Герб муниципального образования Николаевский район      | 9 ноября 2005    | 2433        |
|      | Герб муниципального образования Новомалыклинский район  | 21 апреля 2006   | 2229        |

| Герб | Наименование                                            | Дата утверждения | Номер в ГГР |
| ---- | ------------------------------------------------------- | ---------------- | ----------- |
|      | Герб муниципального образования Новоспасский район      | 30 апреля 2015   | 10233       |
|      | Герб муниципального образования Павловский район        | 1 марта 2017     | 2350        |
|      | Герб муниципального образования Радищевский район       | 29 мая 2013      | 8841        |
|      | Герб муниципального образования Сенгилеевский район     | 27 сентября 2006 | 2694        |
|      | Герб муниципального образования Старокулаткинский район | 27 октября 2006  | 2233        |
|      | Герб муниципального образования Старомайнский район     | 20 декабря 2005  | 2190        |
|      | Герб муниципального образования Сурский район           | 1 марта 2019     | 2173        |
|      | Герб муниципального образования Тереньгульский район    | 25 октября 2013  | 8714        |
|      | Герб муниципального образования Ульяновский район       | 8 февраля 2007   |             |
|      | Герб муниципального образования Цильнинский район       | 10 сентября 2006 | 2476        |
|      | Герб муниципального образования Чердаклинский район     | 18 мая 2006      | 2478        |

## Гербы городских поселений
| Герб | Наименование                                                          | Дата утверждения | Номер в ГГР |
| ---- | --------------------------------------------------------------------- | ---------------- | ----------- |
|      | Герб муниципального образования Базарносызганское городское поселение | 2 декабря 2013   | 9147        |
|      | Герб муниципального образования Барышское городское поселение         | 14 июня 2016     | 2188        |
|      | Герб муниципального образования Вешкаймское городское поселение       | 6 декабря 2013   | 9159        |
|      | Герб муниципального образования Глотовское городское поселение        | 21 июня 2013     | 8530        |
|      | Герб муниципального образования Жадовское городское поселение         | 10 сентября 2013 | 8652        |
|      | Герб муниципального образования Игнатовское городское поселение       | 11 сентября 2014 | 9743        |
|      | Герб муниципального образования Измайловское городское поселение      | 6 декабря 2013   | 9159        |
|      | Герб муниципального образования Инзенское городское поселение         | 15 сентября 2006 | 2480        |
|      | Герб муниципального образования Ишеевское городское поселение         | 7 сентября 2012  | 7976        |
|      | Герб муниципального образования Карсунское городское поселение        | 25 августа 2006  | 2828        |
|      | Герб муниципального образования Красногуляевское городское поселение  | 28 декабря 2010  | 6702        |
|      | Герб муниципального образования Кузоватовское городское поселение     | 2 августа 2013   | 8698        |
|      | Герб муниципального образования Ленинское городское поселение         | 4 сентября 2013  | 8660        |
|      | Герб муниципального образования Майнское городское поселение          | 28 июня 2010     | 6315        |
|      | Герб муниципального образования Мулловское городское поселение        | 27 апреля 2011   | 8324        |
|      | Герб муниципального образования Новомайнское городское поселение      | 4 декабря 2013   | 9169        |

| Герб | Наименование                                                      | Дата утверждения | Номер в ГГР |
| ---- | ----------------------------------------------------------------- | ---------------- | ----------- |
|      | Герб муниципального образования Николаевское городское поселение  | 28 февраля 2014  | 9422        |
|      | Герб муниципального образования Новоспасское городское поселение  | 30 марта 2011    | 7141        |
|      | Герб муниципального образования Павловское городское поселение    | 14 октября 2013  | 8708        |
|      | Герб муниципального образования Радищевское городское поселение   | 18 июня 2014     | 9963        |
|      | Герб муниципального образования Сенгилеевское городское поселение | 24 апреля 2009   | 4947        |

## См.также
- Административно-территориальное деление Ульяновской области